# Lemma von Whitehead
Das Lemma von Whitehead, benannt nach John Henry Constantine Whitehead, ist eine Aussage aus dem mathematischen Gebiet der Ringtheorie. Das Lemma beschreibt die Kommutatorgruppe der linearen Gruppe über einem Ring mit Einselement.

## Die lineare Gruppe
Es sei {\displaystyle R} ein Ring mit Einselement. Dann ist auch der Matrizenring, das heißt die Menge {\displaystyle M_{n}(R)} der {\displaystyle n\times n}-Matrizen mit Komponenten aus {\displaystyle R}, ein Ring mit Einselement. Darin sei {\displaystyle GL(n,R)} die Gruppe der invertierbaren Elemente, die sogenannte allgemeine lineare Gruppe {\displaystyle n}-ten Grades. Die Abbildung
{\displaystyle GL(n,R)\rightarrow GL(n+1,R),\,{\begin{pmatrix}a_{1,1}&\ldots &a_{1,n}\\\vdots &\ddots &\vdots \\a_{n,1}&\ldots &a_{n,n}\end{pmatrix}}\mapsto {\begin{pmatrix}a_{1,1}&\ldots &a_{1,n}&0\\\vdots &\ddots &\vdots &\vdots \\a_{n,1}&\ldots &a_{n,n}&0\\0&\ldots &0&1\end{pmatrix}}}
ist offenbar ein injektiver Gruppenhomomorphismus, mit dem man {\displaystyle GL(n,R)} als Untergruppe von {\displaystyle GL(n+1,R)} auffassen kann. Die Vereinigung {\displaystyle \textstyle GL(R):=\bigcup _{n\in \mathbb {N} }GL(n,R)} heißt lineare Gruppe, manchmal auch stabile lineare Gruppe, nach Konstruktion handelt es sich um die Gruppe aller invertierbaren {\displaystyle \infty \times \infty }-Matrizen, die bis auf endliche viele Ausnahmen mit der unendlichen Einheitsmatrix übereinstimmen.
In jeder Gruppe {\displaystyle GL(n,R)} sind die Elementarmatrizen vom Typ 1 enthalten, sie erzeugen eine Untergruppe {\displaystyle E(n,R)} und vermöge obigen Homomorphismus kann man {\displaystyle E(n,R)} als Untergruppe von {\displaystyle E(n+1,R)} auffassen und wieder die Vereinigung {\displaystyle \textstyle E(R)=\bigcup _{n\in \mathbb {N} }E(n,R)} bilden. Offenbar ist {\displaystyle E(R)\subset GL(R)} eine Untergruppe.

## Aussage des Lemmas von Whitehead
Es sei {\displaystyle R} ein Ring mit Einselement. Dann ist {\displaystyle E(R)=[GL(R),GL(R)]}, das heißt {\displaystyle E(R)} ist die Kommutatorgruppe von {\displaystyle GL(R)}. Darüber hinaus ist {\displaystyle E(R)=[E(R),E(R)]}, das heißt {\displaystyle E(R)} ist eine perfekte Gruppe.

## Bemerkungen
{\displaystyle E(R)} ist als  Kommutatorgruppe ein Normalteiler in {\displaystyle GL(R)}, das heißt man kann die Faktorgruppe {\displaystyle GL(R)/E(R)} bilden. Diese hat eine große Bedeutung in der algebraischen K-Theorie und wird dort mit {\displaystyle K_{1}(R)} bezeichnet.
Da {\displaystyle K_{1}(R)=GL(R)/E(R)=GL(R)/[GL(R),GL(R)]}, ist {\displaystyle K_{1}(R)} die Abelisierung von {\displaystyle GL(R)}, insbesondere handelt es sich um eine abelsche Gruppe.
Ist {\displaystyle R} ein Körper, so hat man bekanntlich eine Determinanten-Abbildung {\displaystyle \det :GL(R)\rightarrow R^{*}=R\setminus \{0\}}  in die Gruppe der invertierbaren Elemente des Körpers. Man kann zeigen, dass {\displaystyle E(R)} genau der Kern der Determinantenabbildung ist und die Determinantenabbildung daher einen Isomorphismus {\displaystyle K_{1}(R)=GL(R)/E(R)\rightarrow R^{*}} induziert.
Der einfachste Körper ist der Restklassenkörper {\displaystyle R=\mathbb {Z} /2=\{0,1\}} und nach obigem ist {\displaystyle GL(\mathbb {Z} /2)/E(\mathbb {Z} /2)\cong (\mathbb {Z} /2)^{*}=\{1\}} einelementig und daher {\displaystyle GL(\mathbb {Z} /2)=E(\mathbb {Z} /2)}. Es ist
{\displaystyle GL(2,\mathbb {Z} /2)=\{{\begin{pmatrix}1&0\\0&1\end{pmatrix}},{\begin{pmatrix}1&1\\0&1\end{pmatrix}},{\begin{pmatrix}1&0\\1&1\end{pmatrix}},{\begin{pmatrix}0&1\\1&0\end{pmatrix}},{\begin{pmatrix}1&1\\1&0\end{pmatrix}},{\begin{pmatrix}0&1\\1&1\end{pmatrix}}\}}
eine sechselementige, nicht-kommutative Gruppe, die daher zur S3 isomorph sein muss. Deren Kommutatorgruppe ist dreielementig, genauer
{\displaystyle [GL(2,\mathbb {Z} /2),GL(2,\mathbb {Z} /2)]=\{{\begin{pmatrix}1&0\\0&1\end{pmatrix}},{\begin{pmatrix}1&1\\1&0\end{pmatrix}},{\begin{pmatrix}0&1\\1&1\end{pmatrix}}\}},
aber {\displaystyle GL(2,\mathbb {Z} /2)} wird von den Elementarmatrizen erzeugt, das heißt für den Grad 2 gilt {\displaystyle E(2,\mathbb {Z} /2)\neq [GL(2,\mathbb {Z} /2),GL(2,\mathbb {Z} /2)]}. Dieses Beispiel zeigt, dass das Lemma von Whitehead für endliche Dimensionen nicht gilt. Man kann also nicht auf den Übergang zu unendlich-dimensionalen Matrizen verzichten.